# Godzinki Joanny z Évreux
Godzinki Joanny z Évreux – niewielkich rozmiarów iluminowany rękopis godzinek, wykonany dla Joanny z Évreux, trzeciej żony króla francuskiego Karola IV Pięknego.
Stanowi część kolekcji The Cloisters Metropolitan Museum of Art w Nowym Jorku (sygnatura MS. 54.1.2).

## Opis
Rękopis ma wymiary 89 × 62 mm i liczy 209 kart. Spisany został na welinie. Monochromatyczne iluminacje wykonano czarną farbą, którą nakładano ze zróżnicowaną intensywnością (technika en grisaille), z użyciem tempery i atramentu oraz złotej folii (listki złota malarskiego).
Manuskrypt zawiera 25 całostronicowych miniatur, ozdobne inicjały i około 700 umieszczonych na marginesach drolerii, przedstawiających biskupów, grajków, tancerzy, pątników oraz różne gatunki rzeczywistych i mitycznych zwierząt.

## Czas i okoliczności powstania
Rękopis powstał na pewno między rokiem 1325 a 1328, w okresie, gdy Joanna z Évreux była tzw. królową królującą (małżonką aktualnie panującego władcy Francji). Prawdopodobnie godzinki zostały zamówione przez Karola IV jako prezent ślubny dla żony.
Na podstawie analizy ikonograficznej wykonanie godzinek przypisano warsztatowi paryskiego iluminatora Jeana Pucelle'a.

## Proweniencja
Po śmierci Joanny z Évreux manuskrypt stał się własnością Karola V Mądrego, następnie trafił do kolekcji Jana de Berry. W późniejszych wiekach stanowił własność prywatną, w XIX wieku znalazł się w zbiorach rodziny Rothschildów. W 1954 roku został zakupiony przez Metropolitan Museum of Art w Nowym Jorku.

## Galeria

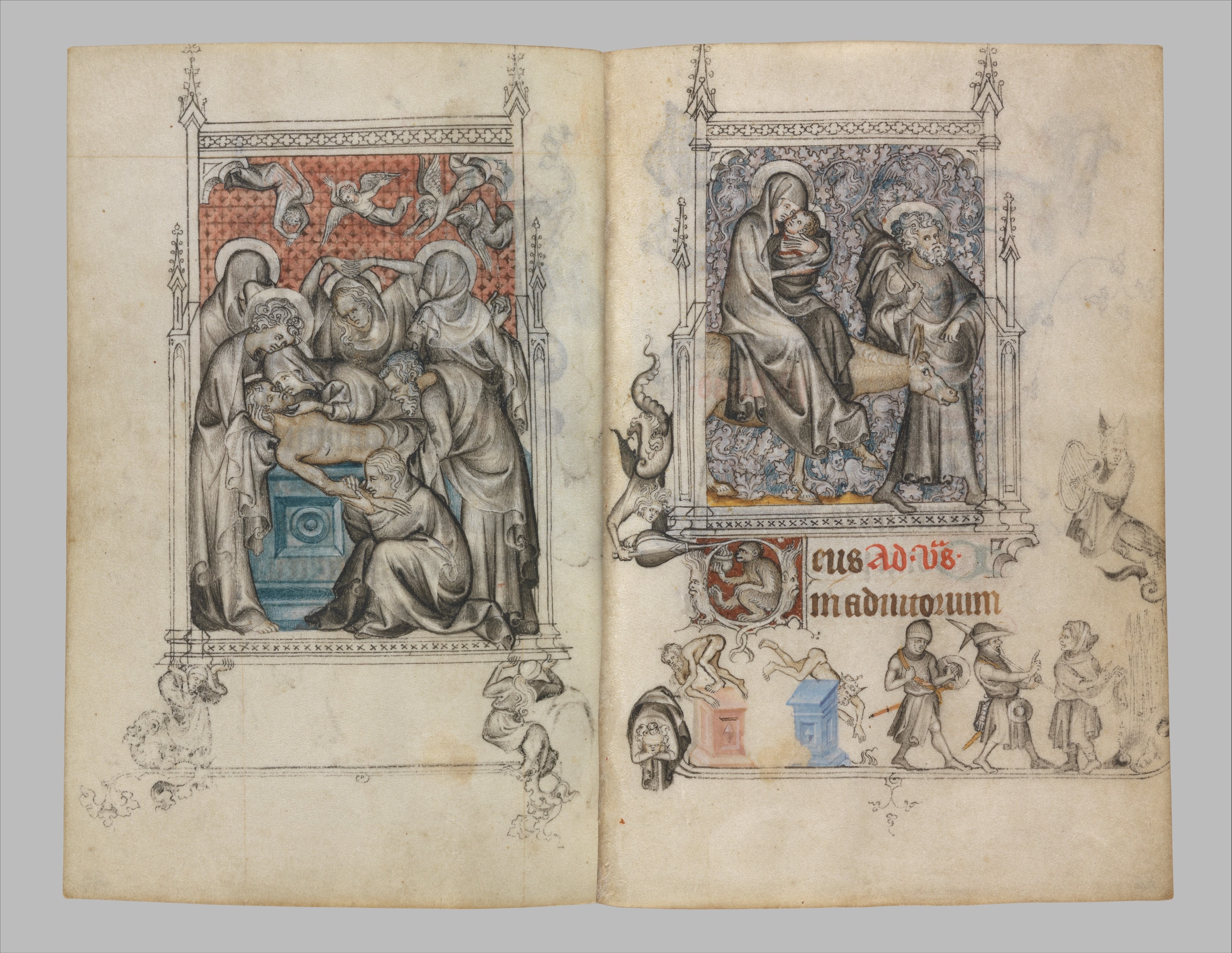
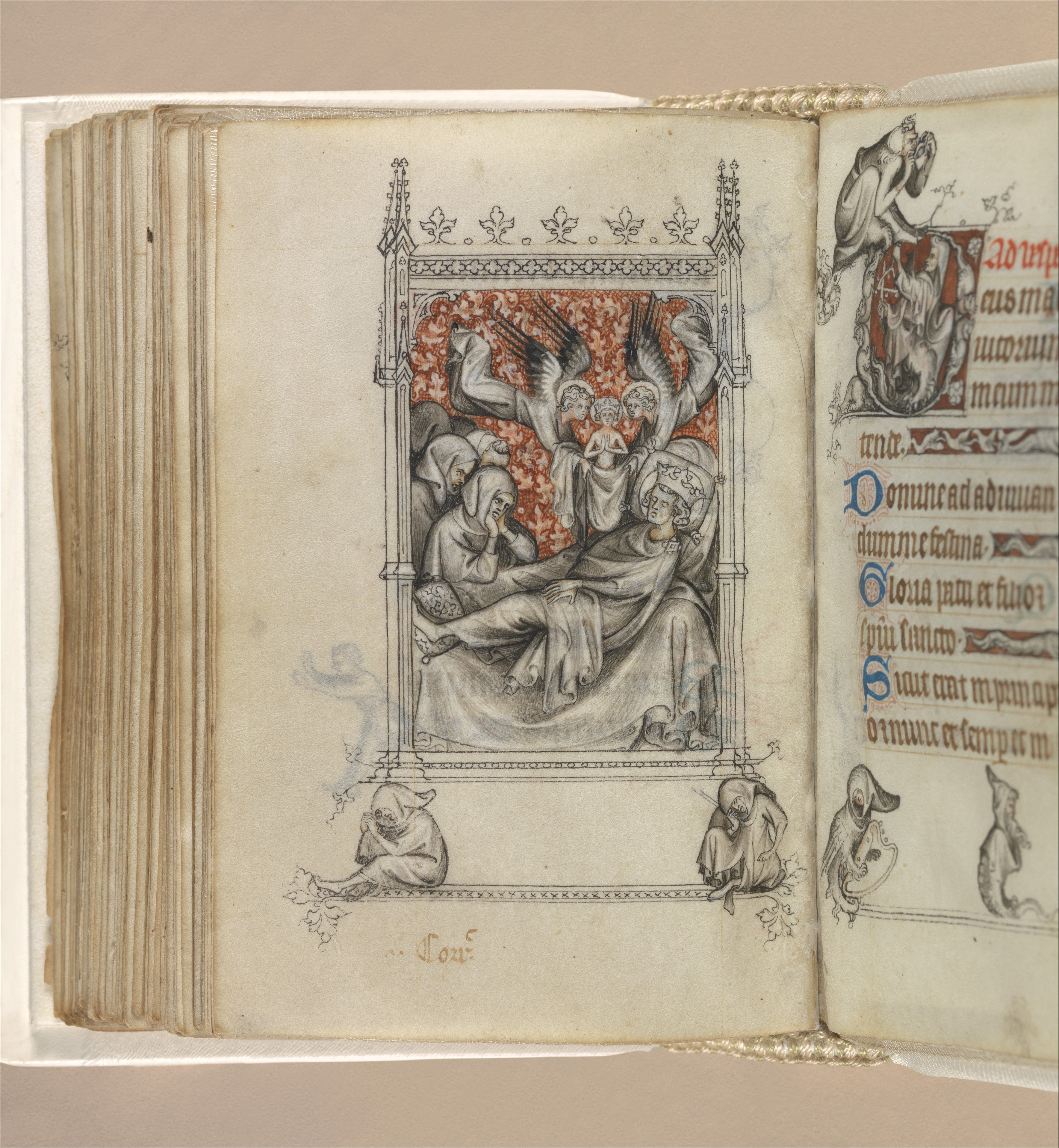
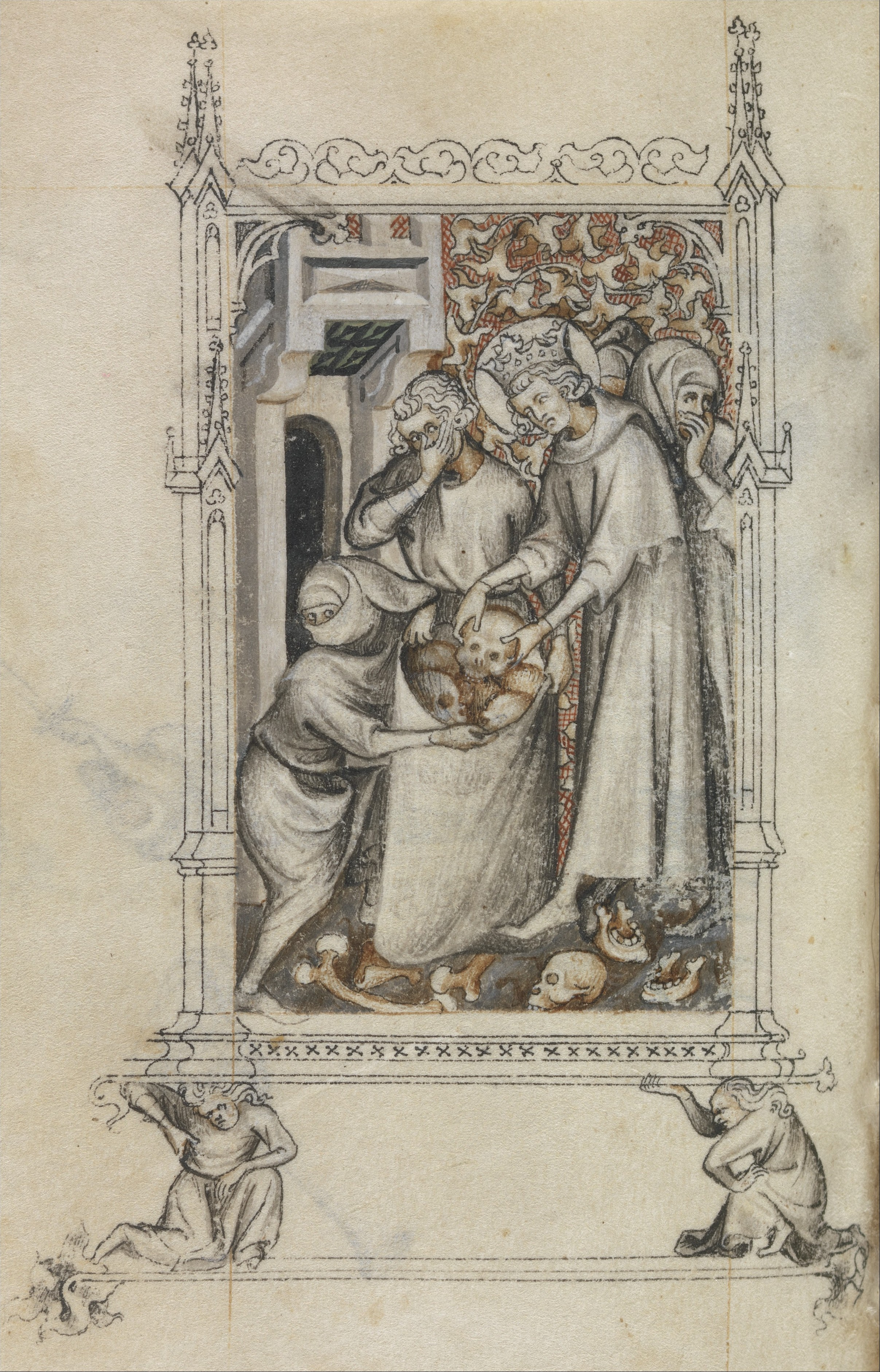
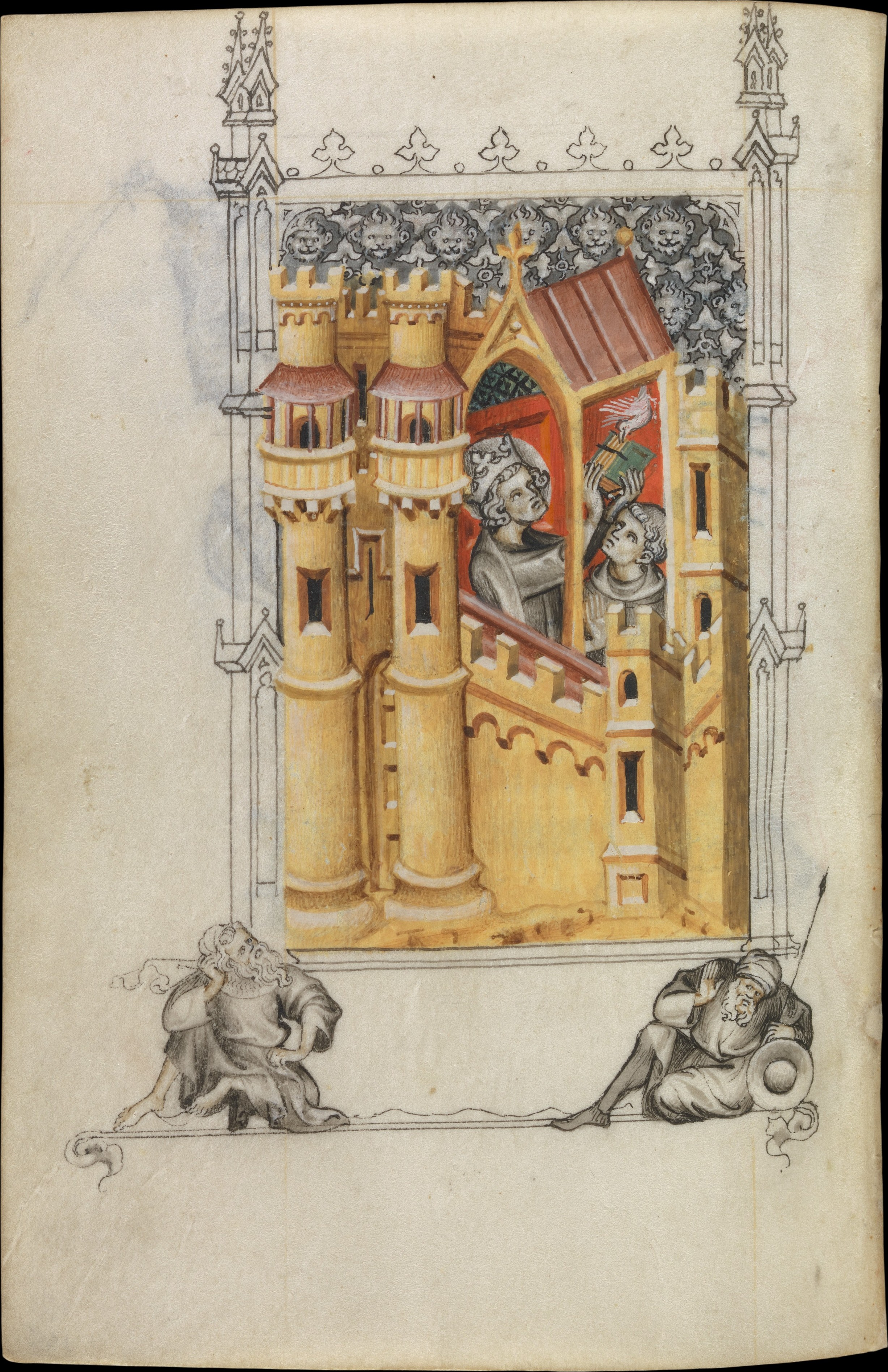
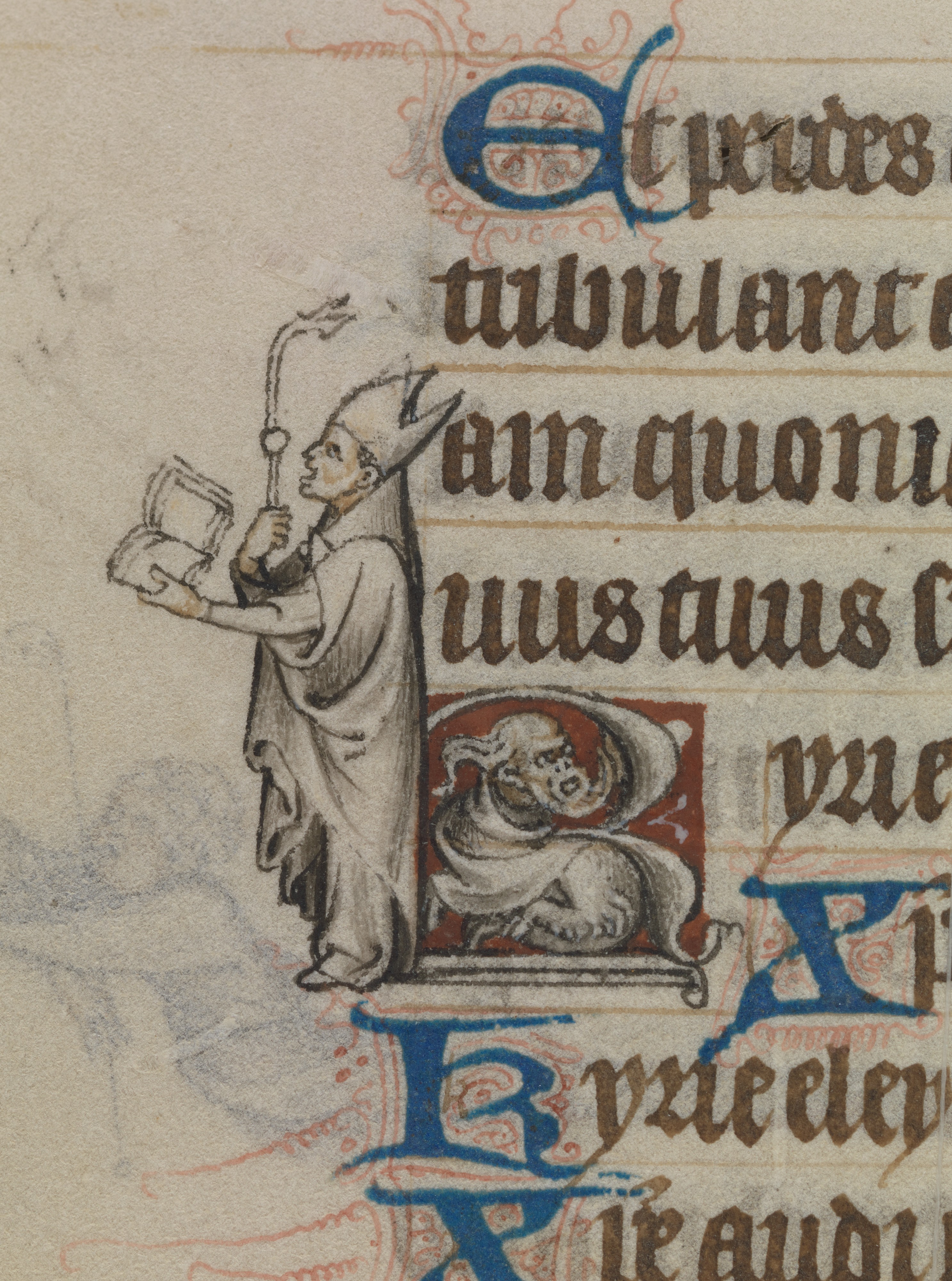
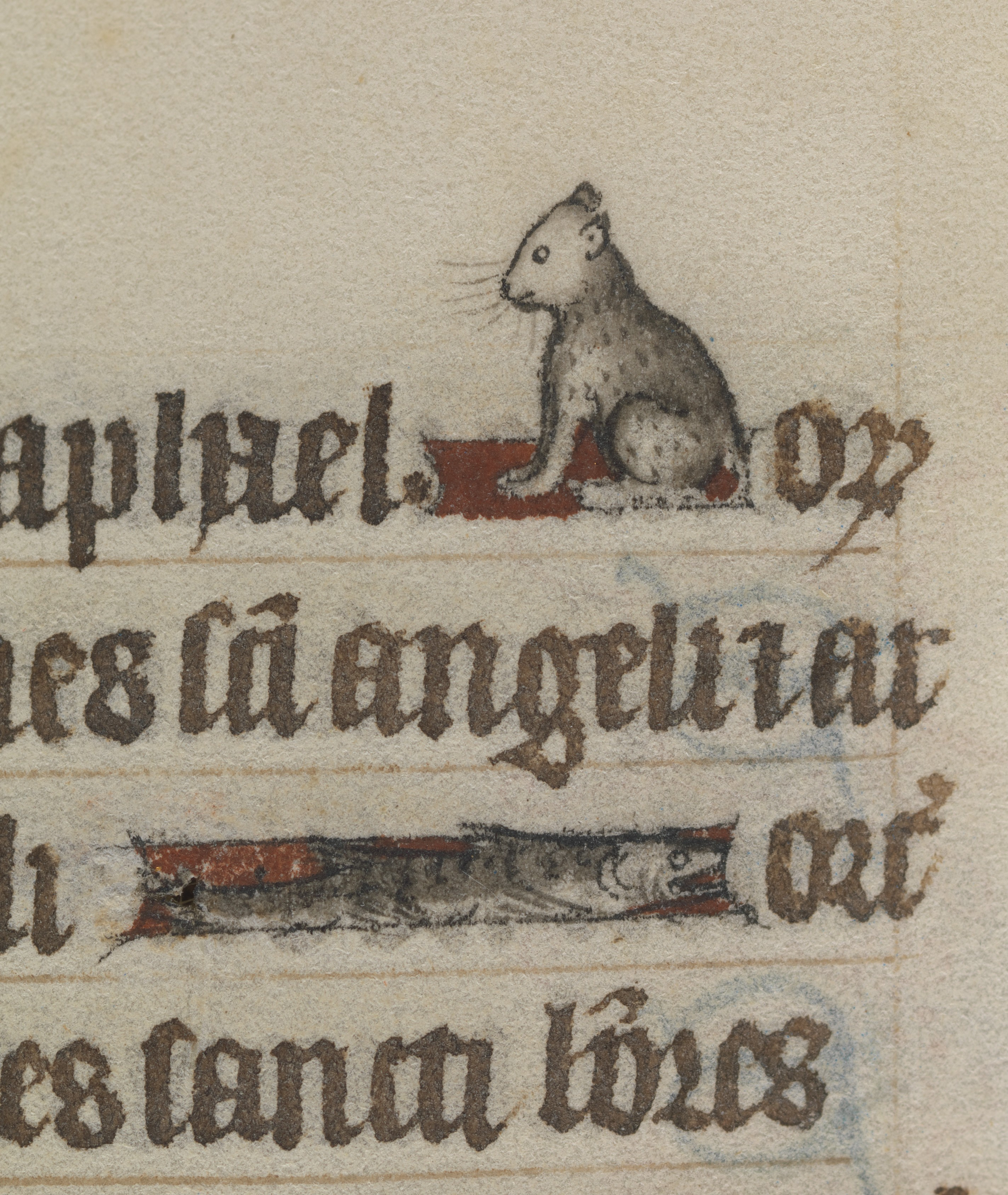
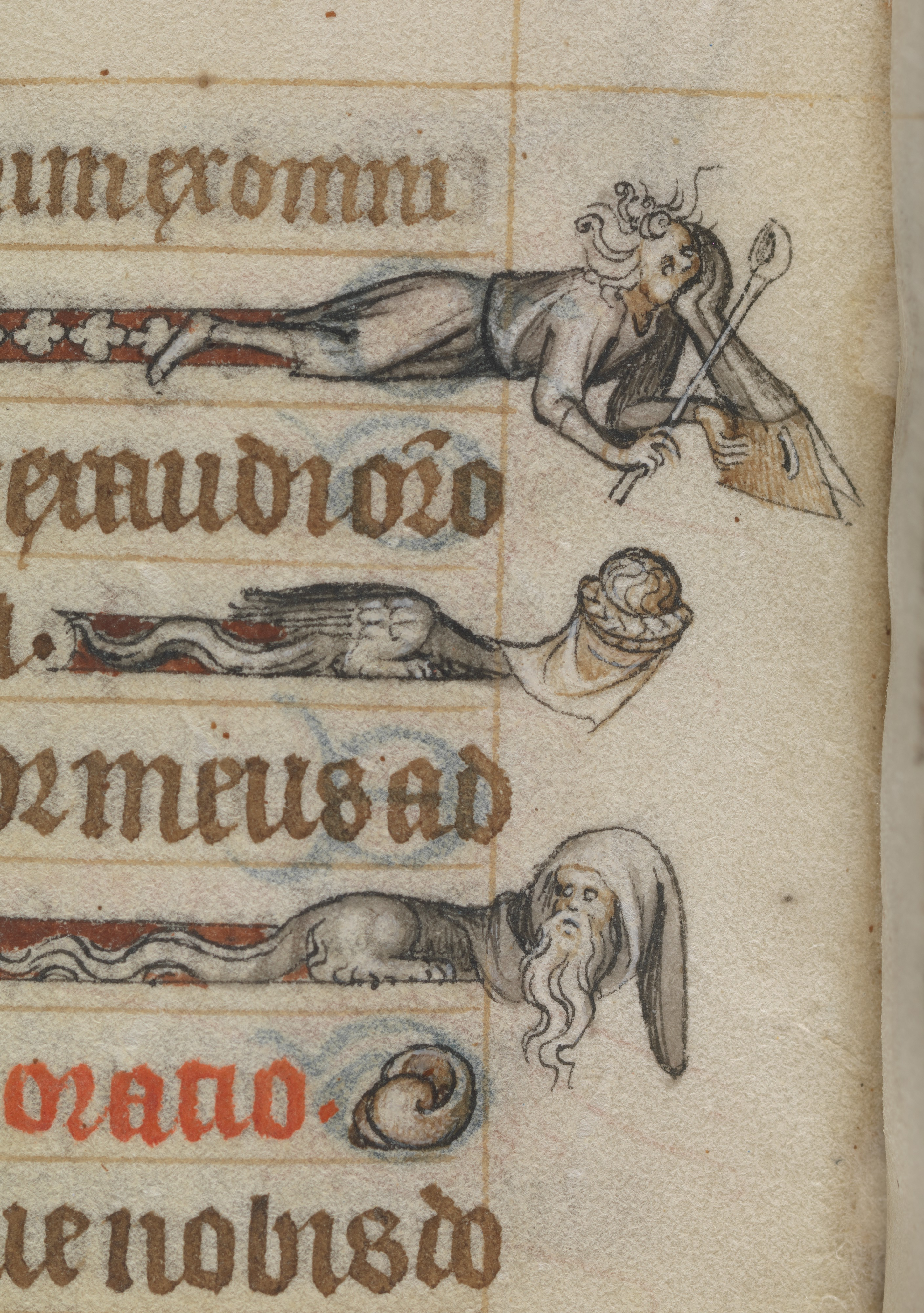